# 酸化カルシウム
酸化カルシウム（さんかカルシウム、Calcium oxide、quick lime）は化学式 CaO で表される化合物。慣用名として、 生石灰（せいせっかい）とも呼ばれる。生石灰は「しょうせっかい」とも読めるため、消石灰と区別するため「きせっかい」と呼称される場合がある。腐蝕性のあるアルカリで、室温では結晶である。石灰という語はカルシウムを含む無機化合物の総称であり、石灰岩のようにケイ素やマグネシウム、鉄、アルミニウムなどよりカルシウムの炭酸塩や酸化物、水酸化物が多く含まれている岩石も指す。対照的に、生石灰は純粋な化合物のみを指す。
生石灰は比較的安価で、酸化カルシウム（塩基無水物）とその誘導体である水酸化カルシウムは重要な汎用化学物質である。

## 調製
炭酸カルシウムの熱分解を利用する。炭酸カルシウムを825 °C以上に加熱すると二酸化炭素を放出して生ずる。融点は2572 °C。通常は石灰岩や貝殻を石灰窯で強熱して製造する。このプロセスは煆焼と呼ばれる。
{\displaystyle {\ce {CaCO3 -> CaO + CO2}}}
しかし放置すると空気中の二酸化炭素と自発的に反応し、上記の反応の逆反応が起こる。ただし水を加えて消和すれば反応は止まり、ライムプラスターやライムモルタルになる。

## 反応
水を加えると発熱し、数百℃にまで温まった後、水酸化カルシウム（消石灰）を生成する。この反応を、1リットルの水に約3.1キログラムの生石灰を投入して行うと、おおよそ3.54メガジュールのエネルギーが得られる。
乾燥剤や、殺虫剤などに用いられるほか、缶入の清酒や弁当を温めるために水と生石灰を袋詰し、紐を引くと両者が混合して発熱するようにしたものもある。火も使わず煙も出ないため、火を使えない状況や火に弱い素材でパックされた食品を温める用途や、自己加熱缶に使われることが多い。
{\displaystyle {\ce {CaO(s) + H2O(l) -> Ca(OH)2(aq) :}}} {\displaystyle {\rm {\Delta _{r}H=-63.7kJ/mol}}}
なお反応が進行すると熱平衡の状態となり、発熱は止まる。発熱反応で溶液は膨張する。ここでできた固体を強熱すると水酸化カルシウムは水和水を失う。

## 利用
工業的には製鋼用、セメント原料が多く、陶磁器、ガラスの副原料そして土壌改良剤、るつぼの内張り用耐熱材などにも利用される。あるいは炭化カルシウム（カーバイド）、水酸化カルシウムの生産原料でもある。

また19世紀中頃から20世紀初頭にかけてガスマントル（水素ガス灯の発光体）として使用された。これは酸化カルシウムを2400 °Cまで加熱すると強烈な光を放つ性質を利用したものである。 電気による照明が発明されるまで特に劇場で多く用いられた。
石油化学工業でも重要な役割を果たす。水を検出するペーストは酸化カルシウムとフェノールフタレインを含んでいる。燃料を貯蓄するタンクに水が入り込むと、水と酸化カルシウムが反応し水酸化カルシウムができる。水酸化カルシウムは強い塩基性を示すため、フェノールフタレインが濃いピンク色に変色し、水の存在を確認できる。
製紙産業においては、クラフトパルプで炭酸ナトリウムから水酸化ナトリウムを作り直す。
土器前新石器時代Bにフローリングなどに石灰岩を使用した漆喰を使っていたことが考古学的に証明されている。特に石灰と灰の床は19世紀まで用いられていた。
酸化カルシウムの固体のスプレーやスラリーは脱硫の過程で二酸化硫黄を除去するのに使用される。
バイオディーゼルの塩基に酸化カルシウムが用いられている。

### 武器利用
歴史家で哲学者のデイヴィッド・ヒュームは、著書英国の歴史の中で、ヘンリー3世の初期から、イギリス海軍はフランス海軍の侵略を艦隊の視界を消すことで撃退してきたと述べている。
ダルビニーは彼らに対して勝利に貢献したと言える作戦を練った。開戦当初フランスが優勢であったため、彼はフランス軍を奇襲する作戦を採用した。イギリス軍はフランス軍の船に乗り込み目の前に大量の生石灰を投げつけ、兵士を失明させた。そのためフランス軍は防御ができなくなった。
生石灰はギリシア火薬の成分であると考えている説もある。生石灰を水中に投入すると温度が150 °Cまで上昇し、燃料に引火すると考えられている。

### 食品加温
水を加えると発熱する性質を利用し、主に火が使えなくなってしまう状況での利用が予測される防災食品や、レーション（いわゆるミリメシ）等の加温をするための製品が各社から発売されている。

## 生産量
世界で見たときの年間生産量は2億8300万トンである。中国での生産量が最も多く、年間約1億7000万トンである。ついでアメリカで、2000万トンである。2016年度日本国内生産量は 734万885 トン、消費量は 92万7927トンである。

## 法規制
水を加えると発熱するため、消防法の危険物第3類に指定されていたが、1989年の消防法改正によって危険物からは除外された。現行法においては、危険物の規制に関する政令第1条の10に「生石灰（酸化カルシウム含有量80 %以上のもの）を500キログラム以上取り扱う（貯蔵する）場合、最寄り消防署への届出義務」が規定されている。

## 人体への影響
酸化カルシウムが人の肌に触れたり、酸化カルシウムを吸入したりすると、水との高い反応性のためひりつきや炎症が生じる。吸入した場合、咳やくしゃみを伴い、呼吸困難になることもある。熱を放出して鼻中隔の穿孔や腹部の痛み、吐き気や嘔吐などの症状が出ることもある。酸化カルシウムは、水と反応しても発火しないが、可燃物を燃焼させるのに充分な熱を放出する。
なお地獄では獄卒（地獄の鬼）が罪人（地獄へ堕ちた亡者）の口に生石灰を詰め込む責苦を行うという。